# Margherita Mo
Margherita Mo, detta Meghi (Lequio Berria, 22 febbraio 1923 – 21 novembre 2022), è stata una partigiana italiana che fu staffetta durante la Resistenza e si occupò poi di preservare la memoria degli avvenimenti nella Langa Cuneese.

## Biografia

### L’infanzia, l’adolescenza e il laboratorio di sartoria
Margherita Mo, detta “Meghi”, nacque nel 1923 a Lequio Berria, un paesino nella provincia di Cuneo. Il padre, contadino, morì in un incidente, quando lei aveva due anni: si racconta che lui stesse trasportando un carico di legna ad Alba; ad un certo punto, il cavallo si imbizzarrì, lui scese dalla carrozza e finì sotto le sue ruote. La madre, Celeste, rimasta vedova, prese in mano le redini della famiglia e, per continuare il lavoro del marito, assunse una donna alla quale affidò i figli. Celeste svolgeva anche il lavoro di levatrice: anche se la famiglia era in difficoltà economiche, lei non pretendeva di ricevere denaro perché la rendeva felice il fatto di prendere i bambini in braccio e di accompagnarli in chiesa. Per questo motivo, tutti in paese la aiutavano volentieri.
Margherita aveva una sorella, di nome Irma, nata nel 1920, e un fratello, Luigi, del 1921. Mentre i suoi fratelli cominciarono a frequentare la scuola, lei rimase a casa con la balia. Celeste aveva dato a ciascun figlio un incarico:  Margherita badava ai pulcini e alla chioccia; Luigi raccoglieva l’erba per i conigli e Irma rassettava la casa. Inoltre, tutti e tre dovevano occuparsi degli animali domestici. Margherita ebbe un’infanzia serena: frequentò l’asilo in un istituto gestito da suore, poi le scuole elementari e, infine, conseguì il diploma di scuola media all’età di 12 anni, seguendo un corso serale, dimostrando sempre grande impegno e dedizione allo studio.
Lei, però, voleva fare la sarta e, grazie all’ospitalità di una signora, amica della madre, che viveva a Torino con il marito Arduino, riuscì a frequentare lì una scuola di taglio e cucito e, in cambio, si prese cura del loro bambino, di nome Arturino. I tre si affezionarono molto a Margherita e si disperarono quando lei, all’età di 16 anni, ritornò a casa.
Margherita continuò a perfezionarsi nel mestiere di sarta e successivamente aprì un proprio laboratorio di sartoria nel suo paese. Fece il suo primo vestito a sua madre, per un battesimo: fu un successo e così arrivarono i primi clienti, anche da Alba e dintorni. Il lavoro aumentò e Margherita chiamò a lavorare nel suo laboratorio altre tre o quattro ragazze. In occasione delle feste di paese, la ragazze cucivano per ore e ore fino al mattino e quando si celebravano matrimoni, oltre a vestire la sposa, era usanza vestire tutta la famiglia. Ben presto, Margherita divenne la sarta del paese, stimata da tutti.

### L’attività partigiana e l’incontro con Poli
Allo scoppio della Seconda Guerra mondiale, suo fratello Luigi si arruolò e fu mandato a combattere nell’isola di Rodi.  Nel 1943, dopo lo sbandamento della quarta armata, fu catturato dai tedeschi e portato in Germania, dove venne ucciso. Nell’ottobre del 1944, Margherita decise di collaborare come staffetta partigiana con la Seconda Divisione Langhe, che portò alla liberazione di Alba e Torino. Il suo comandante era Pietro Balbo, detto “Poli”, che le affidò numerose missioni, consistenti nel passare informazioni da una Divisione partigiana all’altra. Lei ricavava notizie da una parrucchiera, che lavorava a Piazza Savona, e aveva come clienti le mogli degli ufficiali. Una volta, la parrucchiera fu arrestata: così, Margherita non poté più svolgere le sue missioni, sfruttando le sue preziose informazioni.
In seguito, la Seconda Divisione Langhe si spostò nelle vicinanze di Neive e Cossato, e il comandante Balbo propose alla donna di seguire i partigiani: Meghi accettò con entusiasmo. Così partì e andò alla Compagnia Comando, dove cominciò a lavorare avanti e indietro, verso Cairo Montenotte, Piana Crixia e Mondovì. Partiva da Castino, andava in bicicletta fino a Savona, prendeva le informazioni e tornava indietro con i bigliettini nascosti negli scarponcini. Il periodo più duro arrivò con i grandi rastrellamenti dell’autunno del 1944.
Una pattuglia fascista, al ritorno da Pamparato, la aspettava a San Michele di Mondovì, perché probabilmente qualcuno aveva fatto la spia. La volevano uccidere perché avevano trovato una sua foto con una pistola in mano: non lo fecero, ma la schiaffeggiarono e la percossero insultandola. Un ufficiale le fece rasare i capelli e la costrinse a salire su una camionetta per portarla da un superiore che la interrogò. Lei, per difendersi, disse che era andata a Pamparato a trovare un suo fidanzato. L’ufficiale le fece una proposta in cambio della quale l’avrebbe risparmiata: per mille lire le avrebbe dovuto dire tutto quello che sapeva sui partigiani e sui loro nascondigli. Lei, fingendosi stolta, fece finta di accettare e così la risparmiarono. Il giorno seguente, la lasciarono andare con la metà dei soldi, minacciandola se non fosse tornata, ma lei riuscì a scappare verso le Langhe, tornando alla sua formazione e alla Pedaggera di Ceva.
Venne arrestata il giorno di Santo Stefano 1944: aveva portato gli ordini a Cossano, quando un fascista la sorprese e la fermò. Meghi lo convinse a lasciarla andare e arrivò a sera inoltrata a San Donato. Per convincere il fascista a lasciarla andare, raccontò di essere una povera sarta e gli mostrò una borsa che conteneva oggetti per cucire. Durante un attacco tedesco, scappò a Saliceto e trovò riparo da un prete che nascondeva altri partigiani. Poi, ripartì verso la stazione di Poli a Monesiglio, ma venne sorpresa da un altro rastrellamento e aiutata da un civile.
Il 25 aprile 1945 arrivò la Liberazione e la fine della guerra, Meghi ritornò alla vita normale di sarta, continuando a mantenere i contatti con Poli.

### Il matrimonio e il lavoro di segreteria al Circolo didattico
Il sabato e la domenica trascorreva molto tempo ad Alba in compagnia di alcuni amici. Il lunedì mattina prendeva la corriera alla sette con la quale tornava a Lequio per cominciare la sua giornata lavorativa nel suo laboratorio. Un lunedì, però, mentre si recava al lavoro, incontrò un suo conoscente di nome Lampariello, che le presentò  un ragazzo,  Mario Elia, che lavorava a Serravalle Langhe come insegnante. Il pomeriggio stesso, Mario venne a casa sua in bicicletta; nei giorni seguenti, lui  cominciò a prendere l’abitudine di farle visita dopo la scuola, così tra i due sbocciò una relazione amorosa. Nei fine settimana andavano spesso a Cuneo insieme per andare a trovare ai genitori di lui. Dopo tre anni di assidua frequentazione, Margherita e Mario si sposarono a Lequio, nel 1950. Dopo il matrimonio si trasferirono a Civitavecchia, dove vissero per diversi anni, svolgendo le rispettive attività: Margherita, la sarta, e il marito, lavorando come Direttore didattico. Nel 1954, purtroppo la madre di Meghi morì, perdendo la vita in un terribile incidente d’auto. L’anno dopo, nacque la figlia Gisella. Successivamente, il dott. Elia chiese e ottenne il trasferimento alla Direzione Didattica di Meda, vicino a Milano. In seguito, lui, all’età di 47 anni, fu colpito da un ictus cerebrale e non poté più viaggiare. Nonostante questo fatto, continuò a lavorare come Direttore didattico  e per otto anni Margherita collaborò con lui, svolgendo attività di segreteria. Colpito da un altro ictus,  Mario Elia morì all’età di 55 anni. Dopo alcuni anni, Meghi ritornò ad Alba, riprendendo i contatti con tutti i partigiani con cui aveva combattuto e con Poli.

## La testimonianza dell’esperienza partigiana e il premio Pressenda
Dal 25 aprile 1980 Meghi ha cominciato a partecipare attivamente a convegni, commemorazioni e incontri sulla Resistenza e sulla sua esperienza di staffetta partigiana, portando la sua testimonianza agli studenti di numerose scuole di diverso ordine e grado. Il 17 maggio 2012, gli amministratori del comune di Lequio Berria, nel quale lei è nata, le hanno conferito il premio “Pressenda delle Langhe nel mondo”, assegnato periodicamente a quanti, nati o vissuti in questo paese, si siano distinti nel mondo. Il premio è il riconoscimento del ruolo svolto da Meghi nella Resistenza partigiana, da parte di tutta la comunità, in segno di grande stima per la propria, importante concittadina. Attualmente, Meghi offre il proprio contributo alla stesura di ricerche e tesi di laurea sull’argomento, collaborando con le direzioni provinciali degli Istituti Storici per la Resistenza.